# 自拍 (葛仲珊歌曲)
自拍為臺灣歌手葛仲珊與安心亞合作的一首歌曲，此歌曲收錄在其第二張專輯《XXXIII》之中，由顏社在2014年12月31日發行。

## 創作背景
葛仲珊在發行專輯前，接受採訪表示其待在台灣觀察到自拍成為全民運動，第一個養成的習慣竟然就是自拍，現在自拍棒幾乎不離身，因此靈感油然而生。而在專輯發行後，葛仲珊接受社團法人中華音樂著作權協會採訪，表示此曲「傳遞女性對自我形象呈現的肯定，以及這個外界看起來的形象可以自主決定」，並指出此曲的編曲與周湯豪合作，運用配樂增添節奏的色彩，也指出安心亞的部分亦有透過其先錄唱一遍提供給安心亞參考，讓整首起頭到尾聲態度一致。

## 音樂錄影帶
此曲的音樂錄影帶由李伯恩執導，而此曲的音樂錄影帶亦因大量置入HTC的手機而引發關注。

## 樂評
StreetVoice街聲《Blow吹音樂》的樂評表示，葛仲珊在此曲「唱出了台灣特殊的自拍風氣，無論走到哪都要拍張照打個卡，吃飯前也得把食物拍的漂漂」。國立交通大學校內報《喀報》表示包含此曲及搗蛋在內的《XXXIII》專輯，可以看到更多從生活小事入手的痕跡，並指出「比起很多歌手會試著寫跟社會議題有關的大歌曲，葛仲珊只是嘗試用自己的觀察反映現代人的生活概況」，也表示葛仲珊「讓生活日常無違和地出現在歌詞裡卻不失節奏與音樂性，無疑是一種功力」。《聯合報》的社論則指出此曲點出了許多自拍風氣下的有趣行為。

## 發行紀錄
| 歌曲 | 日期           | 形式                       | 發行公司 |
| ---- | -------------- | -------------------------- | -------- |
| 自拍 | 2014年12月31日 | CD、數位音樂下載、數位串流 | 顏社     |

## 改編
HTC在2015年1月5日釋出葛仲珊為代言HTC RE的自拍改編版30秒廣告，在廣告釋出後，因其洗腦式的歌詞讓人難忘，其中一位網友至葛仲珊的臉書飆罵六字髒話，引起葛仲珊回嗆並反諷「藝人不應該說別人壞話，應該乖乖的接受每個人的批評」。

## 軼聞
葛仲珊出席第25屆金曲獎頒發最佳新人獎給李榮浩時，因不會自拍而重拍過多次，引發議論。而其接受《KISS Radio》訪問，表示自此之後，將此習慣帶回紐約，進而成為創作背景之一。而李榮浩及葛仲珊一前一後，都以自拍為主題創作同名歌曲自拍，楊丞琳與李榮浩傳出緋聞後在微博發布自拍照，寫了「自拍」兩字引起網友遐想，而其經紀人陳鎮川則回應楊丞琳喜歡的是葛仲珊的自拍。

## 獲獎紀錄
| 年份 | 活動         | 作品 | 獎項             | 結果 |
| ---- | ------------ | ---- | ---------------- | ---- |
| 2015 | 第26屆金曲獎 | 自拍 | 最佳音樂錄影帶獎 | 提名 |